# Джеймс Лемкі (тенісист)
Джеймс Лемкі (англ. James Lemke; нар. 25 січня 1988) — колишній австралійський тенісист.
Найвищу одиночну позицію світового рейтингу — 224 місце досяг 6 червня 2011, парну — 293 місце — 10 жовтня 2011 року.

## Фінали ATP Челленджер і ITF Ф'ючерс

### Одиночний розряд: 13 (6–7)
| Легенда              |
| -------------------- |
| ATP Челленджер (0–0) |
| ITF Ф'ючерс (6–7)    |

| Фінали за покриттям |
| ------------------- |
| Тверде (1–1)        |
| Ґрунт (4–5)         |
| Трава (1–1)         |
| Килим (0–0)         |

| Результат | В-П | Дата     | Турнір                     | Рівень  | Покриття | Суперник           | Рахунок            |
| --------- | --- | -------- | -------------------------- | ------- | -------- | ------------------ | ------------------ |
| Перемога  | 1–0 | Лис 2009 | США F27, Бірмінгем         | Ф'ючерс | Ґрунт    | Конор Ніланд       | 4–6, 6–2, 7–5      |
| Поразка   | 1–1 | Лис 2009 | США F28, Найсвілл          | Ф'ючерс | Ґрунт    | Конор Ніланд       | 6–3, 4–6, 0–6      |
| Поразка   | 1–2 | Гру 2009 | Австралія F11, Бендіго     | Ф'ючерс | Тверде   | Меттью Ебден       | 1–6, 1–6           |
| Перемога  | 2–2 | Чер 2010 | Німеччина F6, Вольфсбург   | Ф'ючерс | Ґрунт    | Роман Єбави        | 6–4, 6–2           |
| Поразка   | 2–3 | Лип 2010 | Франція F11, Бург-ан-Бресс | Ф'ючерс | Ґрунт    | Ромен Жуан         | 2–6, 7–6(7–5), 1–6 |
| Поразка   | 2–4 | Жов 2010 | США F28, Бірмінгем         | Ф'ючерс | Ґрунт    | Філіп Бестер       | 6–0, 2–6, 0–6      |
| Поразка   | 2–5 | Лис 2010 | США F29, Найсвілл          | Ф'ючерс | Ґрунт    | Адам Кельнер       | 3–6, 6–7(3–7)      |
| Перемога  | 3–5 | Лют 2011 | Австралія F1, Мілдьюра     | Ф'ючерс | Трава    | Айзек Фрост        | 6–4, 6–2           |
| Перемога  | 4–5 | Кві 2011 | Австралія F3, Іпсвіч       | Ф'ючерс | Ґрунт    | Ерік Хвойка        | 6–2, 6–0           |
| Перемога  | 5–5 | Кві 2011 | Австралія F4, Бандаберг    | Ф'ючерс | Ґрунт    | Ерік Хвойка        | 6–2, 6–4           |
| Поразка   | 5–6 | Тра 2011 | Італія F9, Неаполь         | Ф'ючерс | Ґрунт    | Антал ван дер Дейм | 2–6, 4–6           |
| Перемога  | 6–6 | Вер 2011 | Австралія F6, Кернс        | Ф'ючерс | Тверде   | Бенджамін Мітчелл  | 6–1, 4–6, 6–3      |
| Поразка   | 6–7 | Лют 2013 | Австралія F2, Мілдьюра     | Ф'ючерс | Трава    | Сем Грот           | 1–6, 4–6           |

### Парний розряд: 11 (6–5)
| Легенда              |
| -------------------- |
| ATP Челленджер (0–2) |
| ITF Ф'ючерс (6–3)    |

| Фінали за покриттям |
| ------------------- |
| Тверде (2–1)        |
| Ґрунт (4–2)         |
| Трава (0–1)         |
| Килим (0–1)         |

| Результат | В-П | Дата     | Турнір                     | Рівень     | Покриття | Партнер        | Суперники                        | Рахунок                     |
| --------- | --- | -------- | -------------------------- | ---------- | -------- | -------------- | -------------------------------- | --------------------------- |
| Поразка   | 0–1 | Вер 2009 | Німеччина F17, Кемптен     | Ф'ючерс    | Ґрунт    | Ріхард Вайте   | Раду Албот Їржі Школоудік        | 1–6, 2–6                    |
| Поразка   | 0–2 | Лют 2010 | Берні, Австралія           | Челленджер | Тверде   | Дейн Проподжія | Сем Грот Меттью Ебден            | 7–6(10–8), 6–7(4–7), [8–10] |
| Перемога  | 1–2 | Сер 2010 | Австрія F4, Санкт-Пельтен  | Ф'ючерс    | Ґрунт    | Колін Ебелтіт  | Паскаль Бруннер Ладо Чихладзе    | 7–5, 6–3                    |
| Поразка   | 1–3 | Жов 2010 | США F28, Бірмінгем         | Ф'ючерс    | Ґрунт    | Денніс Блемке  | Філіп Бестер Каміл Пайковскі     | 7–6(7–4), 4–6, [5–10]       |
| Поразка   | 1–4 | Бер 2011 | Кіото, Японія              | Челленджер | Килим    | Андре Бегеманн | Домінік Мефферт Зімон Штадлер    | 5–7, 6–2, [7–10]            |
| Перемога  | 2–4 | Кві 2011 | Австралія F3, Іпсвіч       | Ф'ючерс    | Ґрунт    | Дейн Проподжія | Чо Сун Че Jisung Nam             | 6–7(4–7), 6–2, [10–5]       |
| Перемога  | 3–4 | Вер 2011 | Австралія F5, Аліс-Спрингс | Ф'ючерс    | Тверде   | Брайден Клейн  | Пен Ґао Вань Ґао                 | 6–1, 6–1                    |
| Перемога  | 4–4 | Вер 2011 | Австралія F6, Кернс        | Ф'ючерс    | Тверде   | Брайден Клейн  | Ан Че Сон Елберт Сіе             | без гри                     |
| Поразка   | 4–5 | Лют 2012 | Австралія F2, Мілдьюра     | Ф'ючерс    | Трава    | Дейн Проподжія | Геро Кречмер Александер Сачко    | 4–6, 5–7                    |
| Перемога  | 5–5 | Кві 2012 | Австралія F4, Бандаберг    | Ф'ючерс    | Ґрунт    | Дейн Проподжія | Адам Фіні Адам Габбл             | 6–3, 6–2                    |
| Перемога  | 6–5 | Кві 2014 | Австралія F5, Glen Iris    | Ф'ючерс    | Ґрунт    | Дейн Проподжія | Денієл Ферретті Аарон Лідер-Чард | 6–1, 6–3                    |